# Mercedes-Benz R-класс
Mercedes-Benz R-класс (от нем. Reise-Klasse) — серия минивэнов, представленная немецким концерном Daimler AG в июне 2005 года. Впервые была представлена как концепт Vision GST (Grand Sports Tourer) в 2002 году на Детройтском автосалоне. Предсерийная версия была показана в 2005 году на Франкфуртском и Нью-Йоркском автосалонах.
R-класс представляет первый полноразмерный автомобиль, когда-либо выпущенный компанией Mercedes-Benz. Форма кузова серии считается синтезом минивэна, универсала и внедорожника. R-класс позиционируется концерном-производителем как спортвэн. Автомобиль предлагается в нескольких вариантах колёсной базы (классическая и удлинённая).
R-класс построен на платформе W251, и до 2015 года собирался на заводе в Тускалусе, штат Алабама (США), после чего производство было передано на завод AM General в Индиане. В иерархии классов торговой марки Mercedes-Benz автомобиль располагается между M-классом и GL-классом.
В 2011 модельном году R-класс был серьёзно обновлён. В 2013 году продажи автомобиля прекращены во всех странах, кроме Китая, где на автомобиль сохраняется небольшой, но устойчивый спрос. В настоящее время выпускается только длиннобазая версия с полным приводом и шестицилиндровыми моторами (R 320 и R 400).

## История

### Разработка концепта

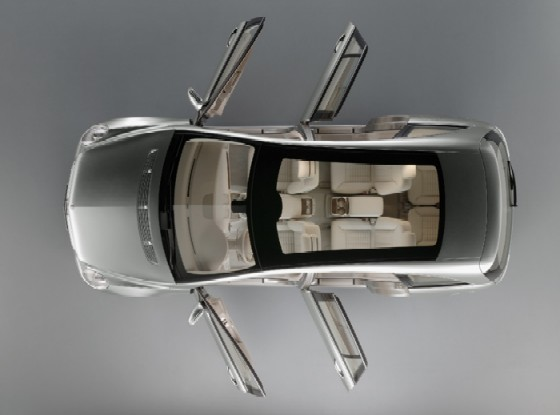
Vision GST

В январе 2002 года компания Mercedes-Benz представила концептуальный автомобиль Vision GST (Grand Sports Tourer) на Детройтском автосалоне. Данная модель, по мнению, концерна Daimler AG является решением для клиентов, желающих иметь стильный и технологически сложный автомобиль, который подходит к любым жизненным ситуациям и события, будь то семейные поездки, спортивные походы или рабочие поручения. Концептуальный автомобиль оснастили 5,5-литровым V8 двигателем от подразделения Mercedes-AMG мощностью в 360 лошадиных сил, управляемой электроникой системой полного привода с функцией 4-ETS, пневматической подвеской AIRMATIC и новой тормозной системой с гидронасосом высокого давления Sensotronic Brake Control (SBC), которая использует большие тормозные диски, изготовленные из керамики, армированной углеродным волокном. На крыше установили большое электрохромное стекло, которое может быть затемнено при нажатии на кнопку.
Экстерьеру автомобиля было уделено особе внимание. Выразительная арка линии крыши концепт-кара плавно перетекает от передней до задней стойки, подчёркивая длину модели. Передняя часть кузова выполнена в клиновидной, стремительной форме. При взгляде сбоку видны распашные задние двери типа «бабочка», открывающиеся на 90 градусов, облегчая посадку пассажиров. Для водителя и пассажиров предусмотрены индивидуальные сиденья (в сумме 6 посадочных мест) с серворегулировками и встроенными поясами безопасности. Колёсные арки украшают 22-дюймовые легкосплавные колёса.
Для отделки салона были использованы дорогие и высококачественные материалы (дерево, кожа и алюминий). Линии крыши, дверные панели и центральный тоннель оснащён особой системой подсветки. На центральной консоли с двумя алюминиевыми панелями и затемнённым стеклом разместились цветной монитор, CD-плеер, радио и различные элементы управления.
Этот концептуальный автомобиль – ответ на постоянные запросы покупателей, которым нужен автомобиль на все случаи жизни, но при этом изысканно стилизованный, самой передовой конструкции и дарящий радость от вождения. Автомобиль, который предлагает простор для семьи и вылазок на отдых, для путешествий и профессионального пользования, но сочетает все свои возможности с превосходной управляемостью и динамикой. Со своим Vision GST Mercedes-Benz формирует новый рыночный сегмент – с огромным потенциалом развития.Юрген Хубберт, член совета менеджеров DaimlerChrysler AG, ответственный за отделение Mercedes-Benz Passenger Cars and Smart
В рамках концептуального автомобиля инженерами компании было интегрировано большое число современных технологических решений. Так, например, модель оснастили информационной системой, которая проецирует указатели направления движения, дорожные карты и различные графические элементы на дисплее с трёхмерным эффектом. Для защиты пассажиров была разработана превентивная система безопасности PRE-SAFE.
В сентябре 2003 года компания Mercedes-Benz распространила первые официальные наброски будущей линейки роскошных минивэнов Mercedes-Benz GST. Стало известно, что серийная версия будет несколько отличаться от представленного зимой 2002 года концептуального автомобиля Mercedes GST Vision. Так, автомобиль получит иное оформление передней части кузова с новой головной оптикой и решёткой радиатора. Вместо распашных дверей типа «бабочка» на серийном автомобиле будут установлены классические двери. Кроме того, в пресс-релизе отсутствовала информация об установленной на концепте затемняющейся крыше. Тем не менее, точно было известно, что производственный вариант оснастят системой полного привода, пневматической подвеской, семиступенчатой трансмиссией 7G-Tronic, а также превентивной системой безопасности пассажиров при аварии. По представленной немецким концерном информации стало известно, что автомобили нового класса будут собираться в Алабаме, где на то время уже производили модели M-класса.
В начале 2005 года стало известно, что серийный вариант минивэна премиум сегмента будет выпускаться в рамках нового R-класса.

### Первое поколение (W251, 2006—2017)

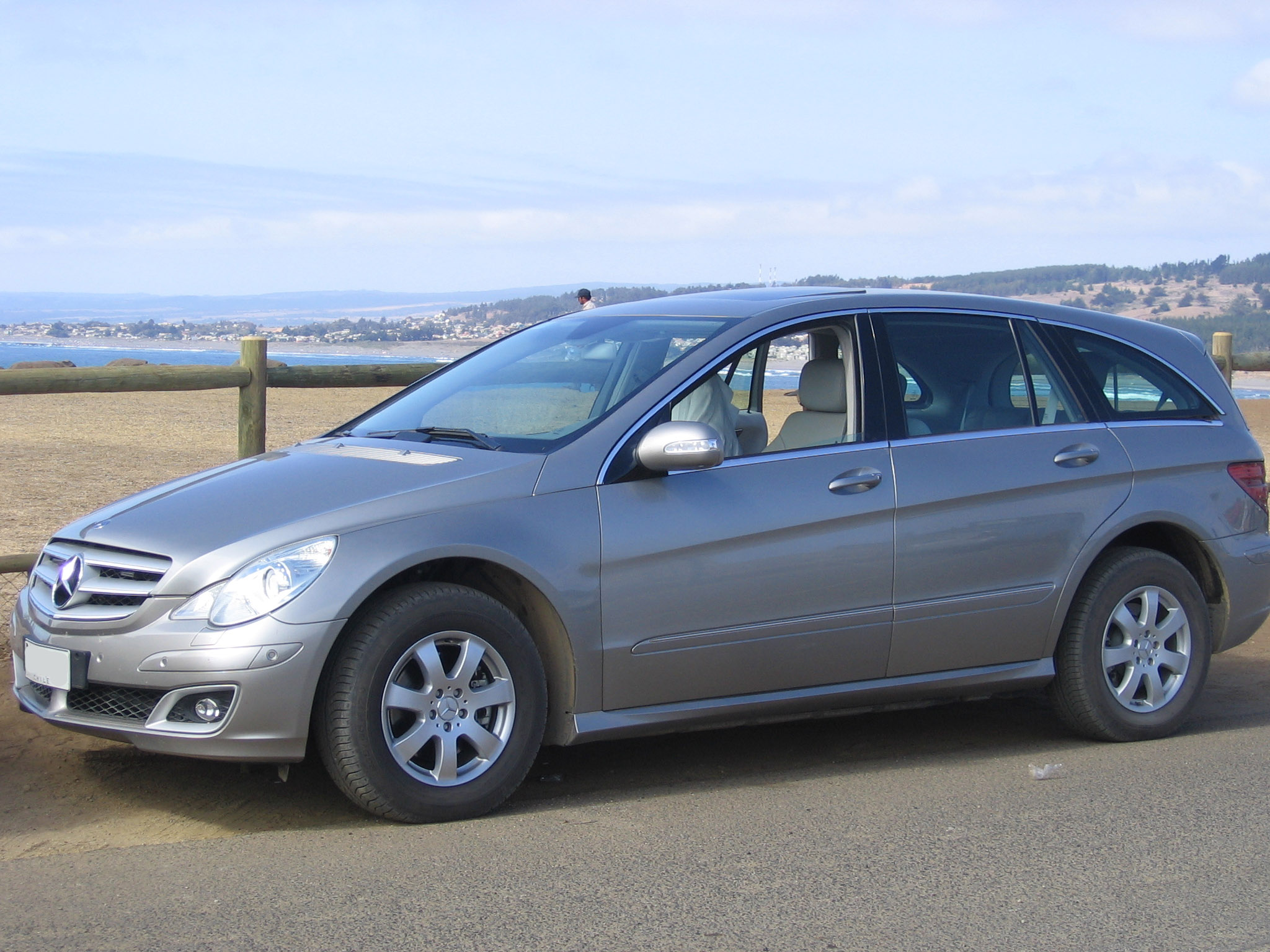
Mercedes-Benz R 350, 2007

Предсерийная версия первого поколения R-класса была представлена в 2005 году на Франкфуртском и Нью-Йоркском автосалонах. Производство и доставка клиентам начались в том же году. Техническая база серии позаимствована у M-класса. В стандартной комплектации серия оснащается топливным баком объёмом в 80 литров.
R-класс предлагался в 2 вариантах размера кузова:
- длиннобазный (V251): общая длина 5157 мм, колёсная база — 3215 мм;
- короткобазный (W251): общая длина 4922 мм, колёсная база — 2980 мм.

По стандарту автомобиль оснащался шестью посадочными местами (4+2 места). При сложенных задних сиденьях объём полезного пространства равен 2001 литрам (короткобазная модификация) или 2436 литрам (длиннобазная модификация). С апреля 2007 года стал доступен вариант сидений 5+2 (пять в ряд и два в качестве опции).

#### Обновление (2007)
В мае 2007 компания Mercedes-Benz анонсировала обновление линейки первого поколения R-класса. В дополнение к полноприводному варианту появился заднеприводный. Кроме того, были предложены более гибкие вариации кресел (5, 6 или 7 местные версии) для удовлетворения различных потребностей клиентов компании. Модельный ряд пополнился трёхлитровым V6 бензиновым (231 л.с.) и дизельным двигателями (R280 и R280 CDI соответственно).
Кузов Mercedes-Benz R-класса приобрёл небольшие аэродинамические элементы спереди и сзади, круглые противотуманные фары и 18-дюймовые легкосплавные диски для версий с двигателем V6. Топовая модификация R500 4MATIC оснащена 19-дюймовыми дисками. На заказ стала возможна установка AMG пакета. Расширилась тремя новыми вариантами цветовая гамма окраски кузова: белый (calcite white), бежевый (sanidine beige) и зелёный (periclase green).
В 2006 году в Североамериканском международном автосалоне была представлена высокопроизводительная модификация R63 AMG. Заднеприводную модель оснастили V8 двигателем M156 рабочим объёмом в 6,2 литра, производящий мощность в 510 л.с. и 630 Н·м крутящего момента. Высокопроизводительная модель использует 7-ступенчатую автоматическую коробку передач 7G-Tronic, которая устанавливается в стандартной комплектации. Для управления трансмиссией появились подрулевые лепестки переключения передач. Максимальную скорость R63 AMG ограничили электроникой на уровне в 250 км/ч. Разгон с 0 до 100 км/ч занимал 5,1 секунд. Автомобиль продавался только по специальным заказам, однако из-за низких продаж в 2007 году был снят с производства.
В 2009 году R-класс пополнился моделями с дизельными двигателями, оснащёнными технологией BlueTEC с пакетом BlueEFFICIENCY.
В 2010 году крупнейшая в Европе онлайн автомобильная площадка AutoScout24, предлагающая около 1,8 миллиона транспортных средств, назвала R-класс самым популярным в категории минивэнов.
|  |  |  |  |

#### Рестайлинг (2010)
Продажи не совпали с ожиданиями производителя, были сильно ниже чем запланированные 50 000 автомобилей в год. В 2007 году в мире была продана лишь 13 031 единица серии. Весной 2010 года на международном автосалоне в Женеве был представлен обновлённый Mercedes-Benz R-класс, модельный год которого заявили как 2011.
Автомобиль получил новую переднюю часть, оформленную в стиле современного модельного ряда Mercedes-Benz. В передней части кузова установили новые фары (более не овальной формы), более вертикально расположенную решётку радиатора и менее угловой капот. Нижняя панель также была пересмотрена и была позаимствована у автомобилей Е- и GL-классов. Задняя оптика стала светодиодной, изменился задний бампер. В интерьере серии произошли минимальные изменения. Добавилось множество новых цветовых комбинаций оформления салона, в том числе миндальный бежевый в сочетании с коричневым мокко и альпака в паре с базальтом. На заказ предложили новый спортивный интерьер в стиле AMG, который включает в себя отличительные сиденья, лучшее рулевое колесо с подрулевыми переключателями передач, новый пакет освещения и педали из нержавеющей стали.
Базовой коробкой передач для всех версий минивэна стала 7-ступенчатая АКПП 7G-Tronic с возможностью ручного переключения передач. Единственная доступная посадочная формула салона — «2+3+2». На задней оси автомобиля установили пневмоподушки подвески, а пневмоподвеску всех колёс AIRMATIC производитель предложил как опцию. В качестве дополнительных систем безопасности стали доступны система контроля слепых зон Blind Spot Assist и краш-активные подголовники NECK-PRO.
Модернизации подверглись и некоторые из силовых агрегатов. На 2011 модельный год в Европе стали доступны три бензиновых двигателя (V6, 3 литра, 231 л.с.; V6, 3,5 литра, 272 л.с.; V8, 5,5 литров, 388 л.с.) и два дизельных (V6, 3 литра, турбонаддув, 265 л.с.; V6, 3 литра, BlueTEC, 211 л.с.).
В 2012 году в связи с низкими объёмами продаж топовая модель R550 была снята с производства. В середине того же года R-класс был убран с рынка США, а в середине октября со всех остальных рынков. Тем не менее, в связи с сохранением спроса на автомобили в Китае R-класс продолжает выпускаться исключительно в варианте с длинной колёсной базой (модели R 320 4MATIC и R 400 4MATIC).
|  |  |  |  |

## Модельный ряд

### Бензиновые двигатели
|                                     | R 280 (L)                   | R 300 (L)                   | R 320 4MATIC L              | R 350 (L)                   | R 350 4MATIC (L)            | R 350 4MATIC BlueEFFICIENCY (L) | R 400 4MATIC L                | R 500 4MATIC (L)            | R 500 4MATIC (L)              | R 63 AMG 4MATIC (L)                             |
| Годы производства                   | 2007–2009                   | 2009–2014                   | с 2014                      | 2007–2010                   | 2006–2013                   | 2012–2014                       | с 2014                        | 2006–2007                   | 2007–2014                     | 2006–2007                                       |
| Тип двигателя                       | бензиновый V-образный       | бензиновый V-образный       | бензиновый V-образный       | бензиновый V-образный       | бензиновый V-образный       | бензиновый V-образный           | бензиновый V-образный         | бензиновый V-образный       | бензиновый V-образный         | бензиновый V-образный                           |
| Кол-во цилиндров                    | 6                           | 6                           | 6                           | 6                           | 6                           | 6                               | 6                             | 8                           | 8                             | 8                                               |
| Рабочий объём                       | 2996 см3                    | 2996 см3                    | 2996 см3                    | 3498 см3                    | 3498 см3                    | 3498 см3                        | 2996 см3кВт                   | 4966 см3                    | 5461 см3                      | 6208 см3                                        |
| Мощность                            | 170 кВт (231 л.с.) при 6000 | 170 кВт (231 л.с.) при 6000 | 200 кВт (272 л.с.) при 5000 | 200 кВт (272 л.с.) при 6000 | 200 кВт (272 л.с.) при 6000 | 225 кВт (306 л.с.) при 6500     | 245 кВт (333 л.с.) при 5250   | 225 кВт (306 л.с.) при 5600 | 285 кВт (388 л.с.) при 6000   | 375 кВт (510 л.с.) при 6800                     |
| Крутящий момент                     | 300 Н·м при 2500            | 300 Н·м при 2500            | 400 Н·м при 1300−4500       | 350 Н·м при 2400−5000       | 350 Н·м при 2400−5000       | 370 Н·м при 3500–5250           | 480 Н·м при 1600–4000         | 460 Н·м при 2700−4750       | 530 Н·м при 2800−4800         | 630 Н·м при 5200                                |
| Разгон до 100 км/ч, сек             | 9,6 (9,7)                   | 9,6 (9,7)                   | 7,8                         | 8,1 (8,2)                   | 8,3 (8,4)                   | 7,8 (7,9)                       | 6,7                           | 6,9 (7,0)                   | 6,1 (6,3)                     | 5,0 (5,1)                                       |
| Максимальная скорость, км/ч         | 222                         | 222                         | 240                         | 234                         | 230                         | 245                             | 250 (электронное ограничение) | 245                         | 250 (электронное ограничение) | 250 (электронное ограничение) [275 опционально] |
| Средний расход топлива, л на 100 км | 10,9                        | 11,1–11,3 (11,1–11,4)       | 10,5                        | 11,3–11,5                   | 11,6–11,9 (11,7–11,9)       | 10,0–10,1                       | 10,5                          | 13,2                        | 13,2–13,4                     | 16,3                                            |

### Дизельные двигатели
|                                     | R 280 CDI 4MATIC                            | R 280 CDI (L)                               | R 300 CDI 4MATIC                            | R 300 CDI BlueEFFICIENCY (L)                | R 350 BlueTEC 4MATIC L                      | R 320 CDI (L)                               | R 320 CDI 4MATIC (L)                        | R 350 CDI 4MATIC (L)                        | R 350 CDI 4MATIC (L)                        |
| Годы производства                   | 2007–2009                                   | 2007–2009                                   | 2009–2010                                   | 2009–2012                                   | 2009–2012                                   | 2007–2009                                   | 2006–2009                                   | 2009–2010                                   | 2010–2012                                   |
| Тип двигателя                       | дизельный V-образный с системой Common Rail | дизельный V-образный с системой Common Rail | дизельный V-образный с системой Common Rail | дизельный V-образный с системой Common Rail | дизельный V-образный с системой Common Rail | дизельный V-образный с системой Common Rail | дизельный V-образный с системой Common Rail | дизельный V-образный с системой Common Rail | дизельный V-образный с системой Common Rail |
| Кол-во цилиндров                    | 6                                           | 6                                           | 6                                           | 6                                           | 6                                           | 6                                           | 6                                           | 6                                           | 6                                           |
| Рабочий объём                       | 2987 см3                                    | 2987 см3                                    | 2987 см3                                    | 2987 см3                                    | 2987 см3                                    | 2987 см3                                    | 2987 см3                                    | 2987 см3                                    | 2987 см3                                    |
| Мощность                            | 140 кВт (190 л.с.) при 4000                 | 140 кВт (190 л.с.) при 4000                 | 140 кВт (190 л.с.) при 3800                 | 140 кВт (190 л.с.) при 3800                 | 155 кВт (211 л.с.) при 3400                 | 165 кВт (224 л.с.) при 3800                 | 165 кВт (224 л.с.) при 3800                 | 165 кВт (224 л.с.) при 3800                 | 195 кВт (265 л.с.) при 3800                 |
| Крутящий момент                     | 440 Н·м при 1400−2800                       | 440 Н·м при 1400−2800                       | 440 Н·м при 1400−2800                       | 440 Н·м при 1400−2800                       | 540 Н·м при 1600−2400                       | 510 Н·м при 1600−2400                       | 510 Н·м при 1600−2400                       | 510 Н·м при 1600−2400                       | 620 Н·м при 1600−2400                       |
| Разгон до 100 км/ч, сек             | 9,8                                         | 9,7 (9,8)                                   | 9,8                                         | 9,5 (9,8)                                   | 8,9                                         | 8,7 (8,8)                                   | 8,7 (8,8)                                   | 8,7 (8,8)                                   | 7,6                                         |
| Максимальная скорость, км/ч         | 210                                         | 210                                         | 210                                         | 215 (210)                                   | 220                                         | 222                                         | 222                                         | 222                                         | 235                                         |
| Средний расход топлива, л на 100 км | 9,3                                         | 9,0                                         | 9,3–9,5                                     | 7,6–7,8 (8,6)                               | 8,4–8,                                      | 8,7 (8,8)                                   | 8,7 (8,8)                                   | 8,7 (8,8)                                   | 8,5                                         |

## Производство и продажи

### Производство
Производство автомобилей R-класса как и M-класса осуществлялось в городе Таскалуса, штат Алабама, США
. Выпуск составлял в среднем по 7500 единиц серии в год (для рынков всего мира), а в США ежегодные продажи никогда не превышали 18 168 штук. В феврале 2012 года дилеры в США реализовали всего 178 автомобилей R251 (на 28 % меньше, чем за аналогичный период 2011 года).
Летом 2015 года производственные мощности были перенесены в город Мишавака, Индиана, на завод AM General Commercial Assembly Plant.

### Продажи
Статистика продаж автомобилей R-класса по годам выглядит следующим образом:
| Календарный год | США    | Европа | Россия |
| --------------- | ------ | ------ | ------ |
| 2005            | 4959   | 226    | -      |
| 2006            | 19 168 | 11 740 | -      |
| 2007            | 13 031 | 10 735 | 303    |
| 2008            | 8733   | 7960   | 260    |
| 2009            | 2825   | 4042   | 113    |
| 2010            | 2937   | 3507   | 178    |
| 2011            | 4102   | 4422   | 396    |
| 2012            | 3896   | 2607   | 294    |
| 2013            | 30     | 1133   | 184    |
| 2014            | 8      | 29     | -      |
| 2015            | 4      | 8      | -      |
| 2016            | -      | -      | -      |